# Air Srpska

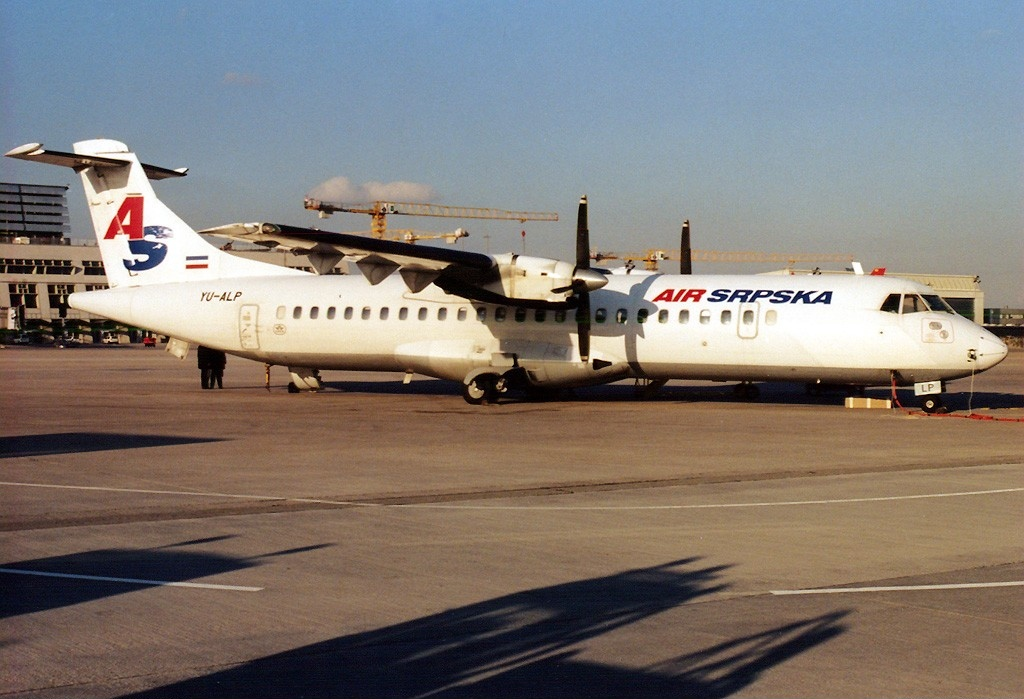
ATR 72 компанії Air Srpska в Штутгарті, 2001

Air Srpska (IATA: R6, ICAO: SBK) — авіакомпанія Республіки Сербської, яка існувала з 1999 по 2003 роки. Базовим аеропортом був міжнародний аеропорт Баня-Лука. У власності компанії були два літаки ATR-72, які належали раніше JAT Airways. Компанія виконувала регулярні рейси в Белград, Цюрих та Вену, так і чартерні рейси. Закрита в 2003 році як збиткова.

## Пункти призначення
- Австрія Відень
- Боснія і Герцеговина /  Баня-Лука
- Сербія Белград
- Швейцарія Санкт-Галлен, Цюрих